# Acanthochlamys bracteata
Acanthochlamys bracteata är en enhjärtbladig växtart som beskrevs av P.C.Kao. Acanthochlamys bracteata ingår i släktet Acanthochlamys och familjen Velloziaceae. Inga underarter finns listade.